# Tenkodogo

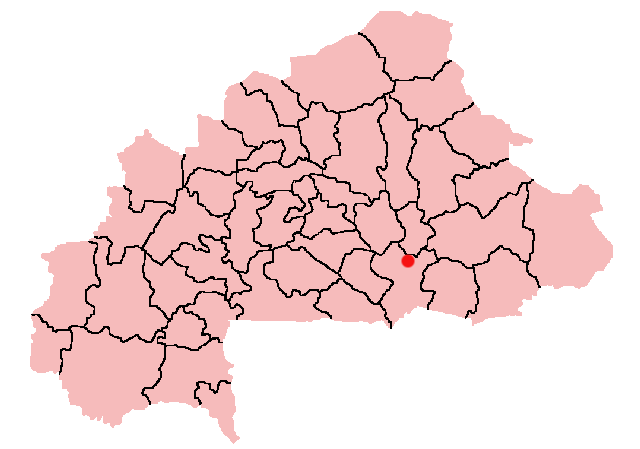
Tenkodogos läge i Burkina Faso.

Tenkodogo är en stad och kommun i Burkina Faso och är administrativ huvudort för provinsen Boulgou. Staden hade 44 491 invånare vid folkräkningen 2006, med totalt 124 985 invånare i hela kommunen.